# Вутер Крабет II
Вутер Крабет II (Wouter Crabeth II; 1594, Гауда — 18 июня 1644, Гауда) — голландский художник эпохи Золотого Века.

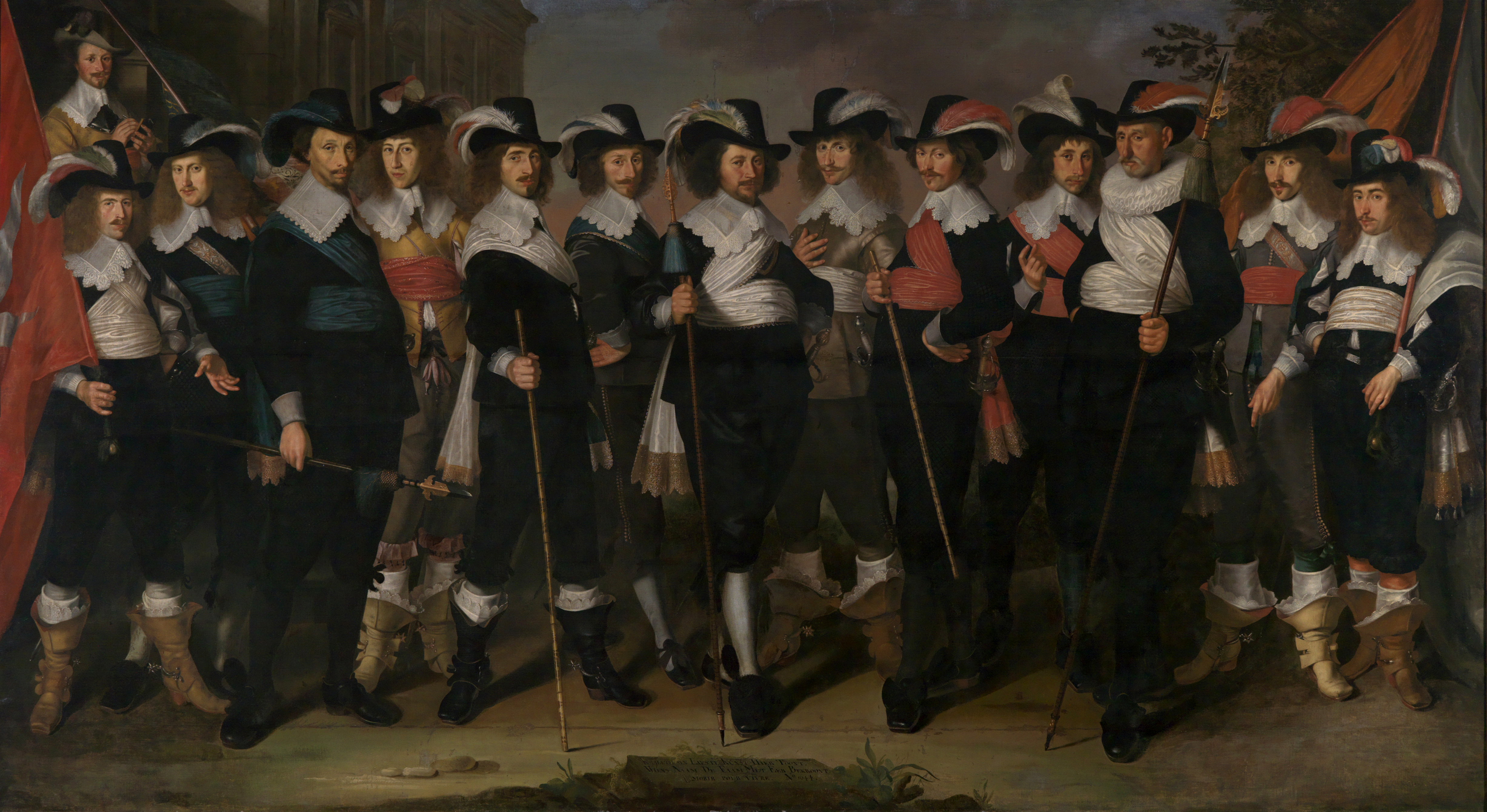
Групповой портрет «Харманус Гербертс и его офицеры»

Родился в Гауде в 1594 году в семье писателя и политика Питера Вутерса Крабета. Он был назван в честь своего деда, который был известным стекловаром. Крабет учился у Корнелиса Кетела, дяди Корнелиса Кетела Младшего, который был тогда довольно известным художником. Также, возможно, он был учеником Абрахама Бломерта в Утрехте.
В 1613 отправился в путешествие по Франции и Италии, где кроме всего прочего посетил все художественные школы Рима и вернулся в Гауду в 1628 г.
В том же году он женился на Адриане Герритсдр Врозен, дочери майора. Тогда же его отец получил звание майора, а сам он стал капитаном городского ополчения. В 1629 году в этой должности он принимал участие в осаде города Хертогенбоса
Написал один групповой портрет.